# Marysville (Kansas)
Pour les articles homonymes, voir Marysville.
La ville de Marysville est le siège du comté de Marshall au Kansas aux États-Unis.

## Annexe